# 李瑞河
李瑞河（1935年—），生於日治台灣台中州南投郡名間庄（今南投縣名間鄉），企業家，為天仁茶業與天福茗茶的創辦人，為天仁集團與天福集團總裁。現居住在中華人民共和國福建省，他是在二次世界大戰之後最早將台灣茶葉技術引進中華人民共和國的企業家之一，被稱為兩岸茶王與世界茶王。

## 生平
出身茶農家庭，其家族世代在南投種茶。1945年，第二次世界大戰結束後，中華民國接收台灣。其父親李樹木，於1953年搬至至高雄縣岡山鎮，開設銘峰茶行，轉型為茶商。李瑞河畢業於竹山初中，之後就在家中茶行幫忙。
1961年，李瑞河在台南市西門路開設天仁茗茶，成為天仁茶葉的開端。隨著台灣經濟發展，其茶葉生意也經由出口，向世界擴張。1988年，台灣開放設立證券商，李瑞河投資成立天仁、天佑兩家證券公司，以及天裕投資公司。將天仁茶業轉型為天仁集團，除了母公司天仁茶業外，其下最多有19間子公司。因為台灣股市熱絡，他將自己的證券公司與投資公司，投入地下非法股票交易市場，成為丙種證券商。
在1990年發生亞洲金融風暴，股市大跌，李瑞河投入未上市股票的資金虧損，無法回收。為了償還超過30億元的債務，他出售了包括天仁茶葉在內的公司股權。
1993年，經由企業家賴正鎰等人，以及其親友的資金，他取得五千萬元資金，至中國經商，成為台灣最早西進的商人之一。當時總統李登輝曾經透過私人關係勸阻，但是李瑞河並未接受。
他在中國福建省漳浦縣盤陀鎮開始種茶生意，將台灣的茶葉種植，製茶以及品管技術帶到中國。他原本計劃進行茶葉出口生意，將茶葉賣往台灣與世界各國，因為中國限制所有茶葉出口，必須先向中國國營茶葉公司購買配額，使得出口無利可圖，李瑞河決定改做中國內銷市場，創立天福茶莊開始賣茶。他在中國各地建立門市，成為中國最大私人茶葉公司，建立了天福茶葉集團。除了茶葉種植與販售，他在中國福建省建立了茶博物館，以及茶學院，用來培養企業人才。此外，他在福建廈汕高速公路，以及四川夾江，經營天福服務區，為高速公路旅客提供休息以及各項餐飲服務。
2000年，李瑞河在台灣買回天仁茶葉的過半股票，重新掌握天仁茶葉。

## 家庭
已婚，生有三子。長子李國麟，次子李家麟，三子李洛麟。